# Кожухово (Міжріченський район)
Ко́жухово (рос. Кожухово) — присілок у складі Міжріченського району Вологодської області, Росія. Входить до складу Туровецького сільського поселення.

## Населення
Населення — 17 осіб (2010; 68 у 2002).
Національний склад (станом на 2002 рік):
- росіяни — 100 %